# Palazzo Guadagni dell'Opera
Il Palazzo Guadagni dell'Opera, o Riccardi-Strozzi (di Mantova)-Sacrati, è un edificio civile del centro storico di Firenze, situato in piazza del Duomo 10, angolo via dell'Oriuolo 34-36-38.
Il palazzo, oggi sede degli uffici della Giunta e sede legale della Regione Toscana, appare nell'elenco redatto nel 1901 dalla Direzione Generale delle Antichità e Belle Arti, quale edificio monumentale da considerare patrimonio artistico nazionale.

## Storia

### I Bischeri e i Buondelmonti
Il palazzo fu costruito sulle antiche case dei Bischeri, una famiglia nota tra Duecento e Trecento per una questione con l'Opera del Duomo dal sapore di novella: negando al comune l'esproprio delle proprie case per costruire la nuova cattedrale, essi vi furono infine forzosamente costretti - e per una cifra minore di quella ottenuta dai proprietari dei terreni vicini - da cui venne l'epiteto fiorentino di "bischero" per indicare una persona poco assennata (della storia esistono diverse versioni, ma con la stessa conclusione).
Alcuni edifici rimasti ai Bischeri vennero venduti nel 1484 a Bartolomeo di Rosso Buondelmonti, sposatosi nel 1486 con Alessandra de' Pazzi, figlia di Guglielmo de' Pazzi e di Bianca de' Medici.

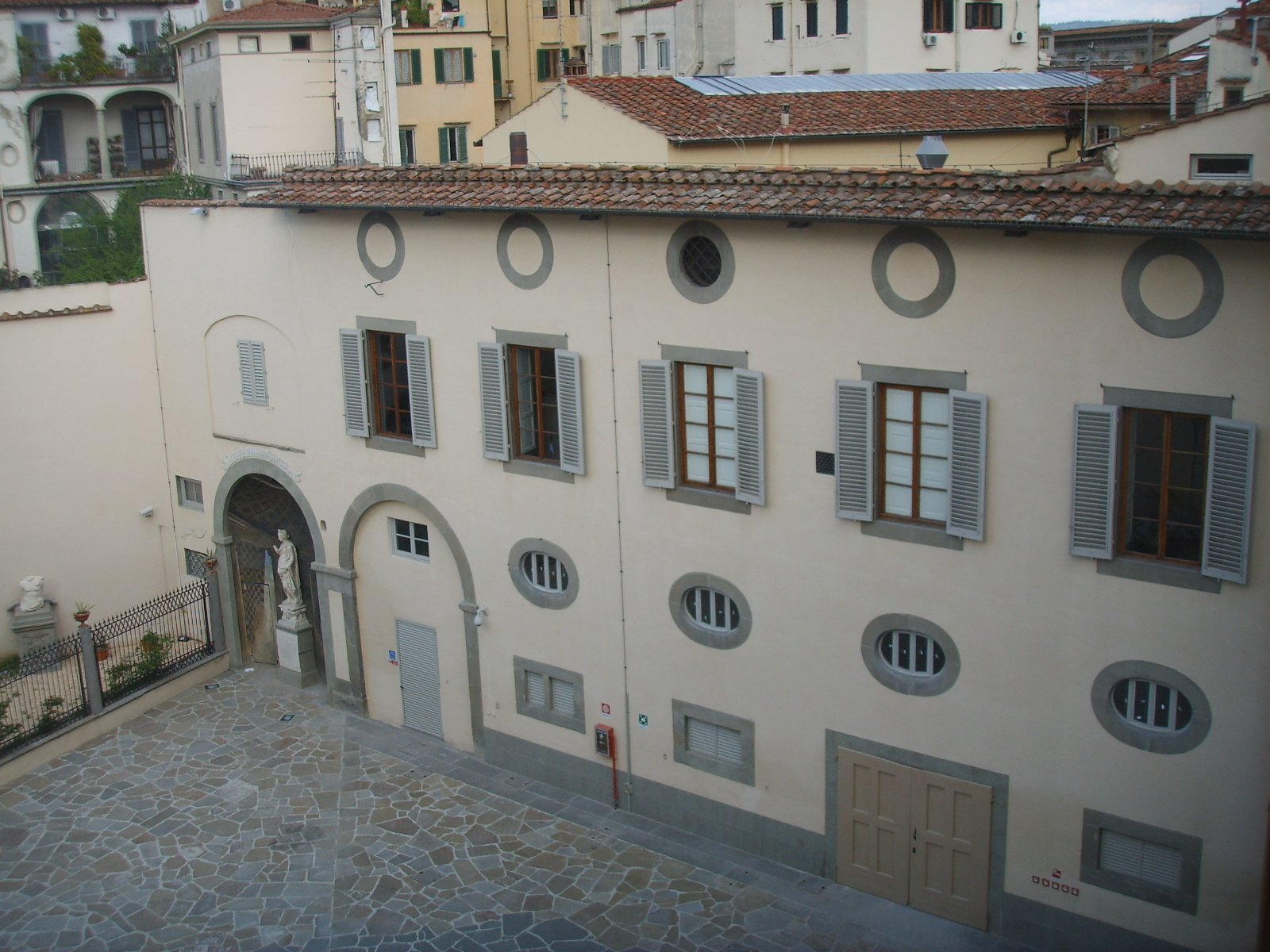
Il cortile interno

Il figlio della coppia, Zanobi Buondelmonti, s'incontrava in questa casa con Jacopo da Diacceto e Luigi Alamanni per congiurare contro il cardinale Giulio de' Medici nel 1522. Dopo la scoperta della congiura il palazzo venne confiscato e ceduto agli Arringucci, nel 1523.

### I Guadagni
Gli Arrigucci nel 1593 cedettero la proprietà ad Alessandro e Pietro Guadagni. La famiglia Guadagni era da poco tornata dalla Francia in seguito a esilio, grazie all'intercessione di Caterina de' Medici, ed Alessandro Guadagni fu senatore e funzionario degli Otto di Guardia e di Balìa.
L'edificio rimase al ramo da lui originatosi, che prese il nome di "Guadagni dell'Opera", a causa della vicinanza con le case dell'Opera del Duomo e per differenziarsi dal ramo di Santo Spirito. 
Lavori di modifica al palazzo iniziarono nel 1604 e andarono avanti a più riprese. Verso il 1640 altre case degli Arrigucci su "via Buia" (oggi via dell'Oriuolo) vennero abbattute per fare spazio al palazzo, che così raggiunse su piazza Duomo un'estensione fino all'angolo, con sette assi di finestre e da lì girava per un prospetto laterale con altri cinque assi, con disegno uniforme a quello già sperimentato sulla piazza. In quell'occasione fu anche sacrificato il "vicolo del Campanello", che portava in piazza dei Visdomini.

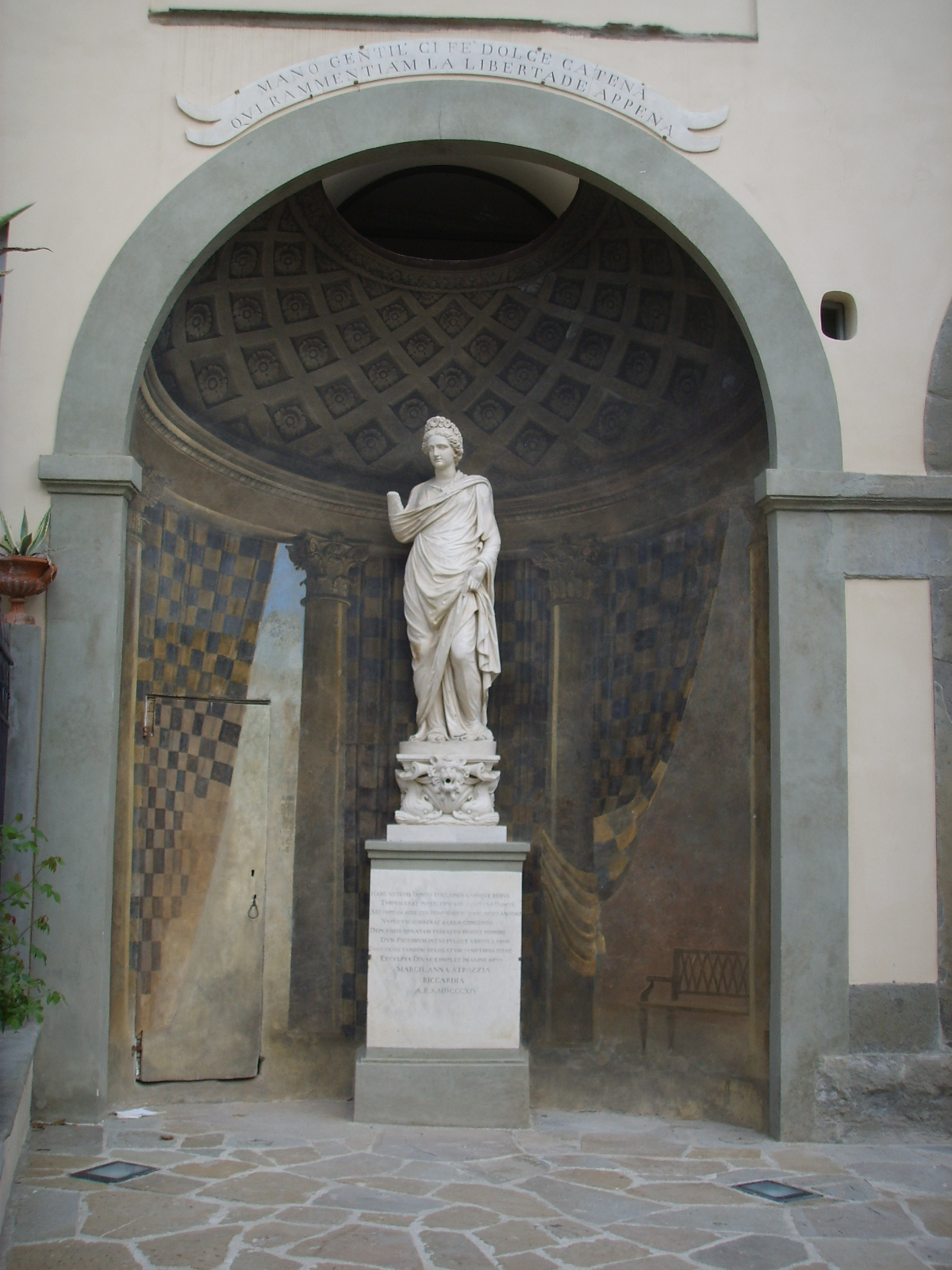
Nicchia nel giardino

Su chi fosse l'architetto dei lavori non v'è certezza, ma in genere viene indicato Gherardo Silvani, con una certa sicurezza almeno per la facciata su piazza Duomo e lo stemma dei Guadagni su quel lato (sulla base della testimonianza di Filippo Baldinucci). Resta infatti un disegno autografo dell'architetto che rappresenta probabilmente il progetto per questo palazzo: oltre agli elementi architettonici classici (finestre inginocchiate, portale sormontato da un terrazzino e due file di finestre su marcapiani con timpani arcuati al primo piano e con architravi al secondo), il Silvani aveva disegnato una serie di lesene tra finestra e finestra, che non furono realizzate forse perché marcavano troppo una forma a griglia con i marcapiano. C'è comunque chi ha proposto altre attribuzioni, quali Bernardo Buontalenti e, più recentemente, Giovanni Antonio Dosio o Giovanni Battista Caccini, senza tuttavia giungere a riscontri documentari chiarificatori.
Il palazzo rimase ai Guadagni a lungo, e subì varie migliorie negli interni, soprattutto nella prima metà del Settecento. Un inventario del 1723, oltre a descrivere i ricchi arredi, elenca una quadreria di maestri di prim'ordine, quali Domenico Ghirlandaio, il Perugino, il Correggio, Tiziano, Tintoretto, Palma il Vecchio, Caravaggio e Michelangelo, oltre a pittori contemporanei quali Anton Domenico Gabbiani, Alessandro Gherardini, Pier Dandini, Onorio Marinari e altri.
Il senatore Filippo Maria Guadagni promosse nel 1733 dei lavori inizialmente affidati a Ferdinando Ruggieri e alla morte di questi forse al fratello Giuseppe. A questi cantieri si deve la realizzazione della scala a tre rampe e la decorazione a stucchi del salone da ballo, in occasione del matrimonio di Giovanbattista Guadagni con Teresa Torrigiani (1757). Al figlio secondogenito della coppia Pietro fu proposto di prendere il cognome dei Torrigiani, nobile famiglia che era sull'orlo dell'estinzione per la mancanza di figli maschi. Egli accettò e in cambio oltre al titolo nobiliare ottenne anche numerosi palazzi e ville a Firenze e dintorni quale eredità della ricca famiglia. Trasferitosi quindi nei possedimenti dei Torrigiani decise di vendere i possedimenti dei Guadagni.

### I Riccardi-Strozzi-Sacrati
Il palazzo di piazza del Duomo venne allora acquistato dalla marchesa Anna Riccardi-Strozzi, ma qualche anno dopo, al tempo di suo figlio Carlo, fu ridotto dal lato di via dell'Oriuolo in occasione dell'ampliamento e della rettificazione della strada (1860-1861) e quindi ridisegnato dall'architetto Felice Francolini (sempre sulla base della porzione prospiciente piazza del Duomo), portando il numero di finestre da cinque a sette, organizzate su tre piani, spostando il portone e apponendo in alto lo stemma che ancora si vede. 
Nel 1871 Carlo morì senza lasciare eredi e il palazzo venne a confluire in via ereditaria al marchese Massimiliano Strozzi appartenente al ramo degli Strozzi di Mantova (la divisione degli Strozzi in più linee sparse per l'Italia risale all'esilio nel 1382 di Tommaso Strozzi a Mantova e nel 1434 di Palla Strozzi e di tutti i primogeniti maschi degli Strozzi), che fuse la sua famiglia con quella dei Sacrati di Ferrara attraverso il suo matrimonio con l'accordo a tenere un doppio cognome. Non si interruppe in questi anni la cura del palazzo e delle opere d'arte in esso contenute, e nell'area già ristrutturata da Felice Francolini, fu creata, a contatto con l'androne carrabile, la scala con ingresso indipendente da via dell'Oriuolo. Nel 1915 il palazzo venne ereditato dalla moglie del marchese, Guendalina Stuart (a lei si deve l'allestimento neorococò della stanza dell'alcova su probabile progetto di Cecil Pinsent) e poi, dal 1956, da suo figlio Uberto Strozzi-Sacrati, che qui visse fino alla morte, nel 1982. Nel frattempo alcune parti dell'edificio erano state affittate, per esempio a un istituto bancario.

### La Regione Toscana
Risolti gli intricati problemi ereditari, l'edificio è stato acquistato nel 1989 dalla Regione Toscana per 13 miliardi di lire, come sede della Presidenza della Giunta Regionale. La stessa Regione intraprese nell'immediato importanti opere di restauro, inizialmente con i primi interventi finalizzati alla nuova destinazione d'uso affidato all'ingegnere Mario Focacci, quindi con un complesso restauro conclusosi nel 2008 per un importo complessivo di 12 milioni di Euro, con il coordinamento della progettazione e la direzione dei lavori affidata all'architetto Giuseppe Cruciani Fabozzi, affiancato da Giampiero Mancini e Roberto Innocenti. I lavori hanno portato tra l'altro a musealizzare una parte degli ambienti, con arredi e suppellettili legate alla storia del palazzo. 

## Descrizione

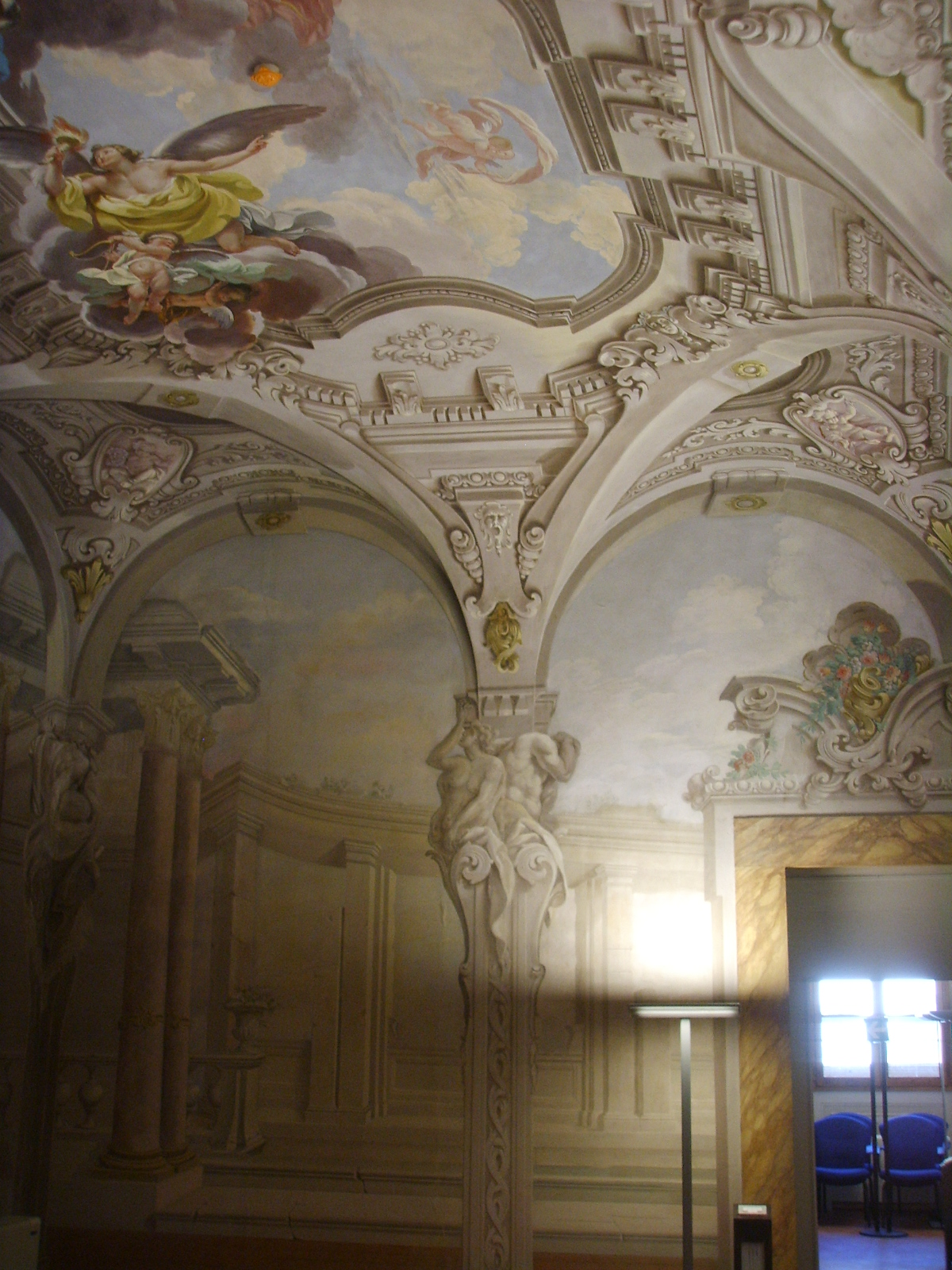
Finte architetture nella sala di Endimione

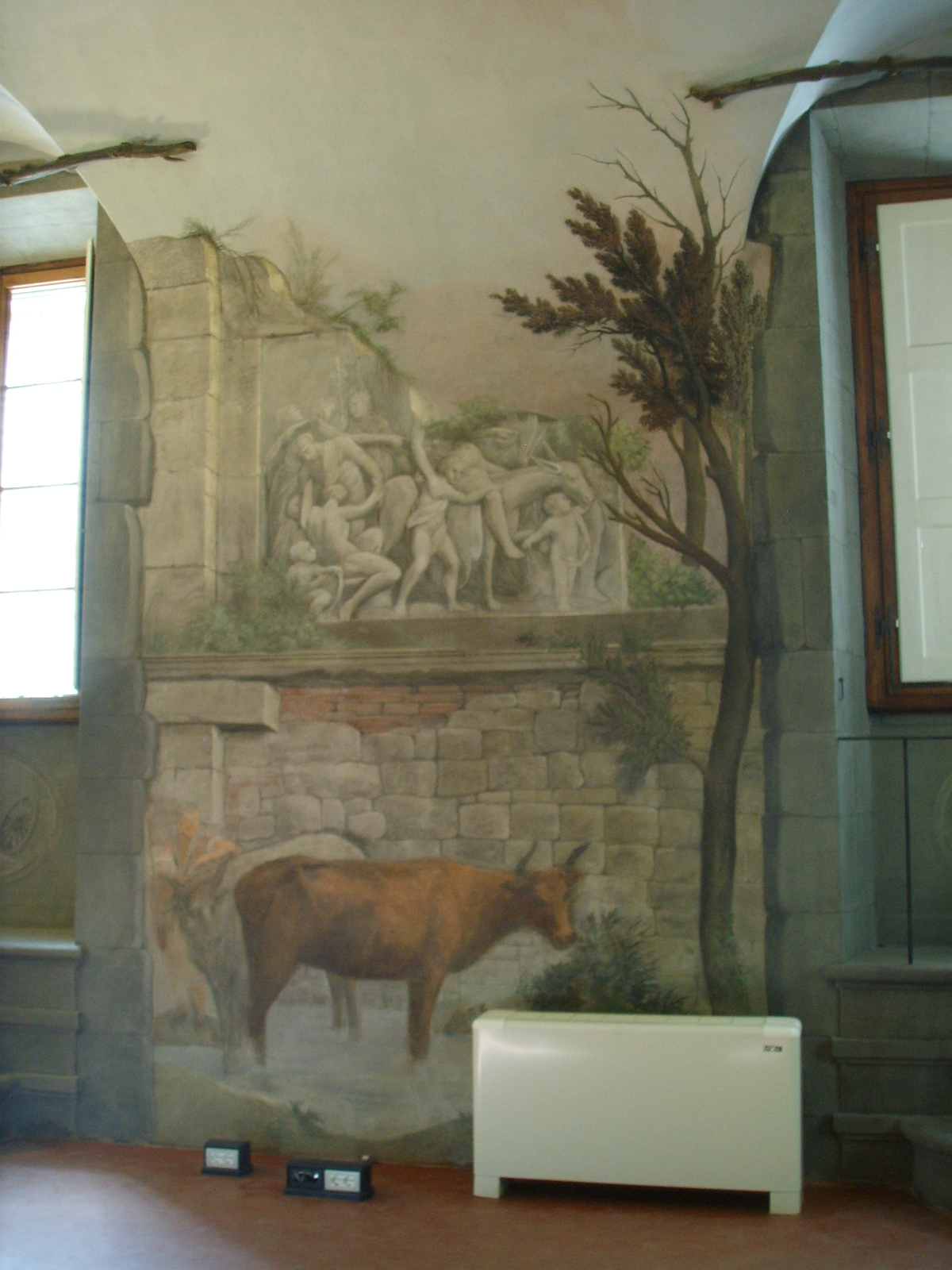
Sala con scene campestri

La facciata, a sette assi, è insolitamente curvilinea per seguire il profilo di piazza del Duomo (adattandosi probabilmente anche agli edifici precedenti) e presenta tutti gli elementi architettonici canonici dell'architettura residenziale fiorentina successiva al Rinascimento: finestre inginocchiate (a frontone triangolare), portale sormontato da un terrazzino e due file di finestre con timpano curvilineo al primo piano e con architrave al secondo, sottolineate da cornici marcapiano. Il tutto evidenziato dalla pietra serena, con il tema del bugnato a bozze alternate, sullo sfondo dell'intonaco bianco, che dà un effetto monumentale ma sobrio ed elegante. Lo schema si ripete invariato anche su via dell'Oriuolo.
Sulla facciata principale si trova al centro lo stemma Guadagni: alla croce spinata (gli smalti, rosso per il campo e oro per la croce, non sono visibili). Sulla facciata di via dell'Oriuolo è presente invece lo stemma Riccardi-Strozzi (partito, alla chiave d'oro posta in palo con l'anello in basso nel primo, e alla fascia caricata di tre crescenti volti in banda nel secondo) che si ritrova anche sul cancello, nell'androne. Quest'ultimo ambiente, che collega l'ingresso di piazza del Duomo col cortile, ha una volta a botte retta da coppie di colonne tuscaniche, con decorazioni quali finti bassorilievi a monocromo con Storie di Enea, attribuiti a Luigi Catani, e, nel vano dell'attuale portineria, una figura allegorica con stemma Guadagni affrescata sul soffitto, di fine Cinque-inizio Seicento.
L'ampio cortile è di forma irregolare, con archi tamponati a mo' di serliana sulla destra, dove un tempo si trovavano le scuderie, e sulla sinistra una nicchia decorata da una statua, mentre poco più in là si trova il giardino con siepi di bosso, voluto da Anna Strozzi Riccardi.
Al pian terreno restano tracce di pitture tardo settecentesche; tra queste, il soffitto di una sala ha una scena dalle caratteristiche vivamente illusionistiche e rappresenta Il sonno di Endimione (1746 circa), opera attribuita a Anton Domenico o Pietro Giarrè: egli avrebbe curato le quadrature architettoniche, mentre la parte figurativa è stata recentemente attribuita a Antonio Vannetti. La corte interna, è oggi coperta con un controlucernario in vetro, recentemente decorato da un Pegaso, simbolo della Regione Toscana.
Altre stanze hanno affreschi che risalgono alla ristrutturazione del 1812, come quella con elementi vegetali e altri soggetti di Niccolò Contestabile (1812), quella con la storia di Fedra e Ippolito di Gaspare Martellini (1812), o quelle affrescate in stile neoclassico da Luigi Catani (1815). A questo pittore pratese spettarono la sala al pian terreno che decorò con la Caduta di Icaro e Perseo e Andromeda. Di una mano più antica appare invece l'Allegoria del Tempo nella stessa sala.
Un grandioso scalone a tre rampe conduce al piano nobile, rifatto da Filippo Maria Guadagni tra il 1730 e il 1770. La balaustra di ciascun pianerottolo è decorata da putti alati in marmo con mazzolini di fiori, mentre il soffitto riprende il tema della Glorificazione di Enea come eroe, con Venere supplicante a Giove, opera di Luigi Catani. Allo stesso pittore compete la sala con il Mito di Ercole (1815), mentre il salone da ballo, creato all'epoca delle nozze tra Giovanbattista Guadagni e Teresa Torrigiani, ha il soffitto decorato con un'Allegoria della Fama. In una stanza als econod piano si trova sulla volta una scena di Francesco I de' Medici che incontra Bianca Cappello di Annibale Gatti (1864), un tema amoroso legato alla storia fiorentina.

## Note

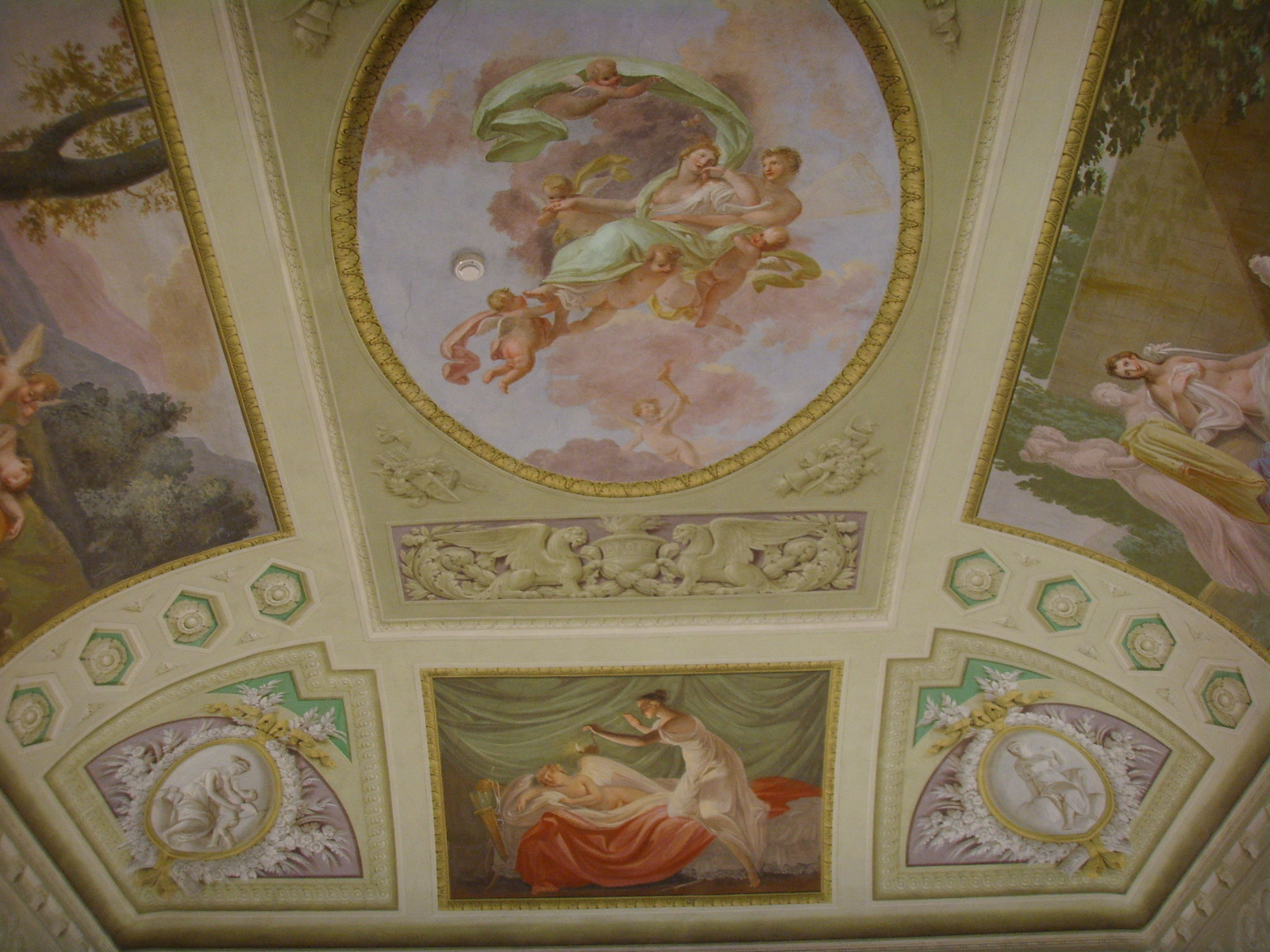
Soffitto della sala di Amore e Psiche

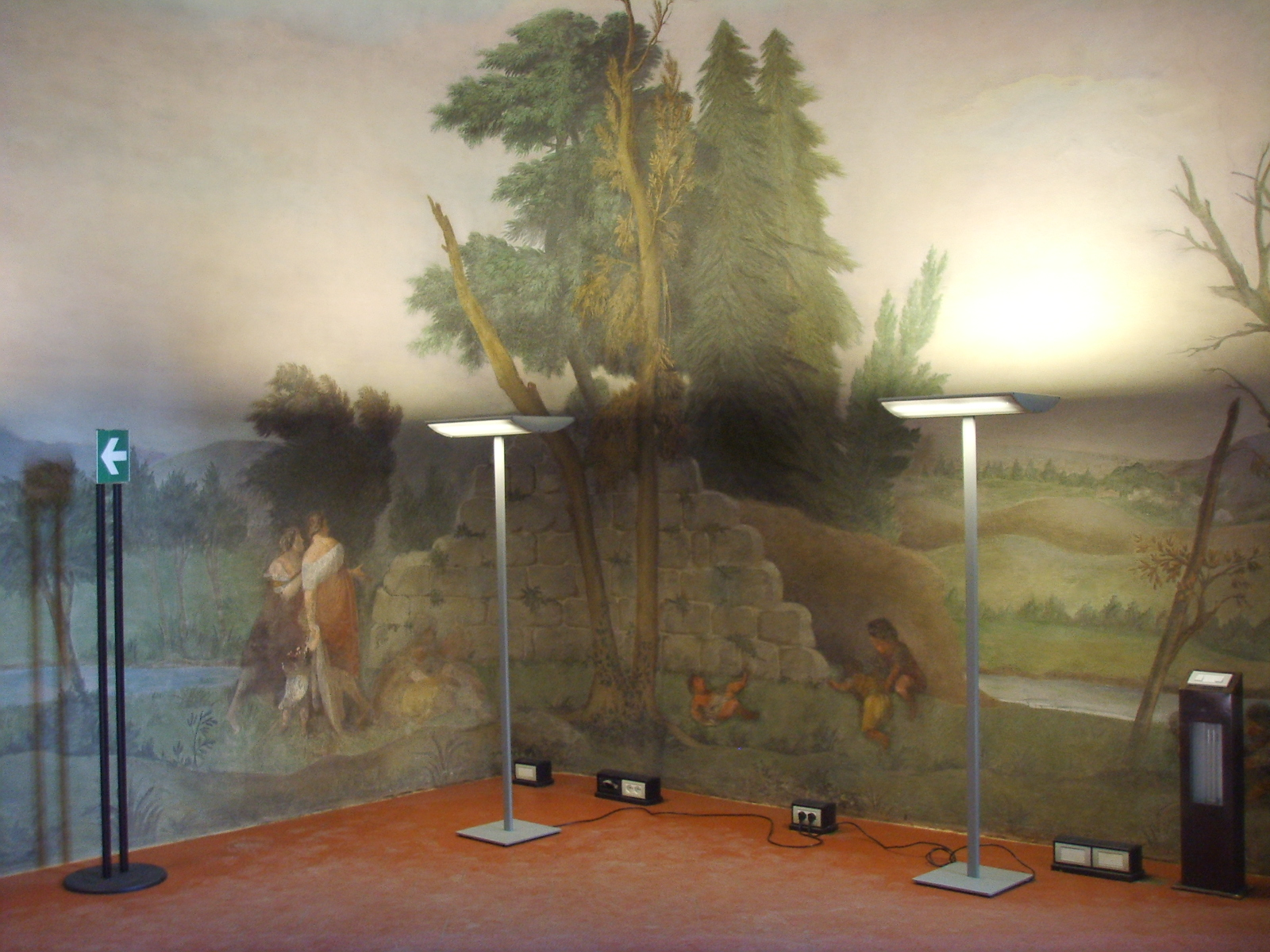
Sala di Niccolò Contestabile

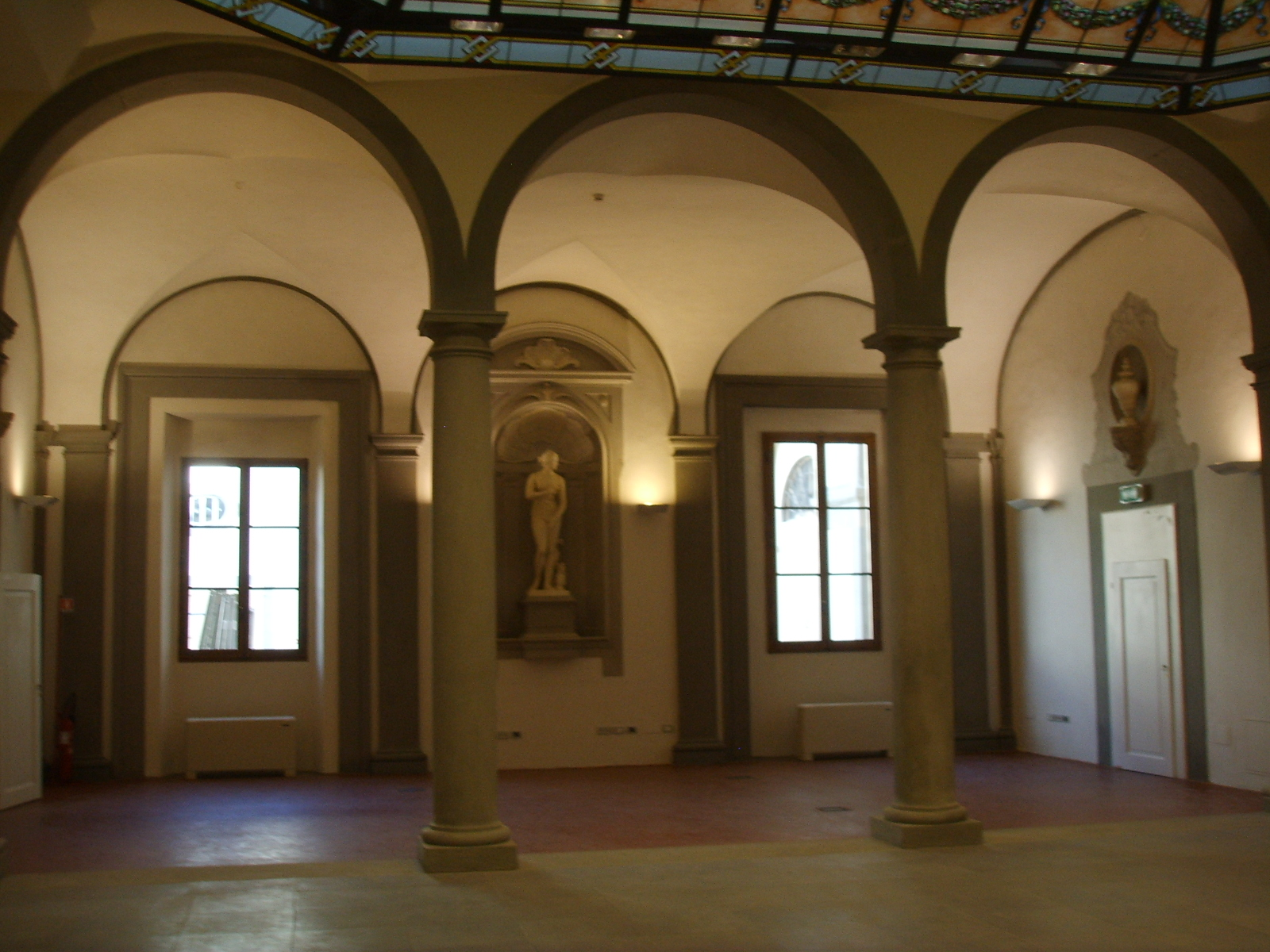
Il cortile porticato trasformato in atrio

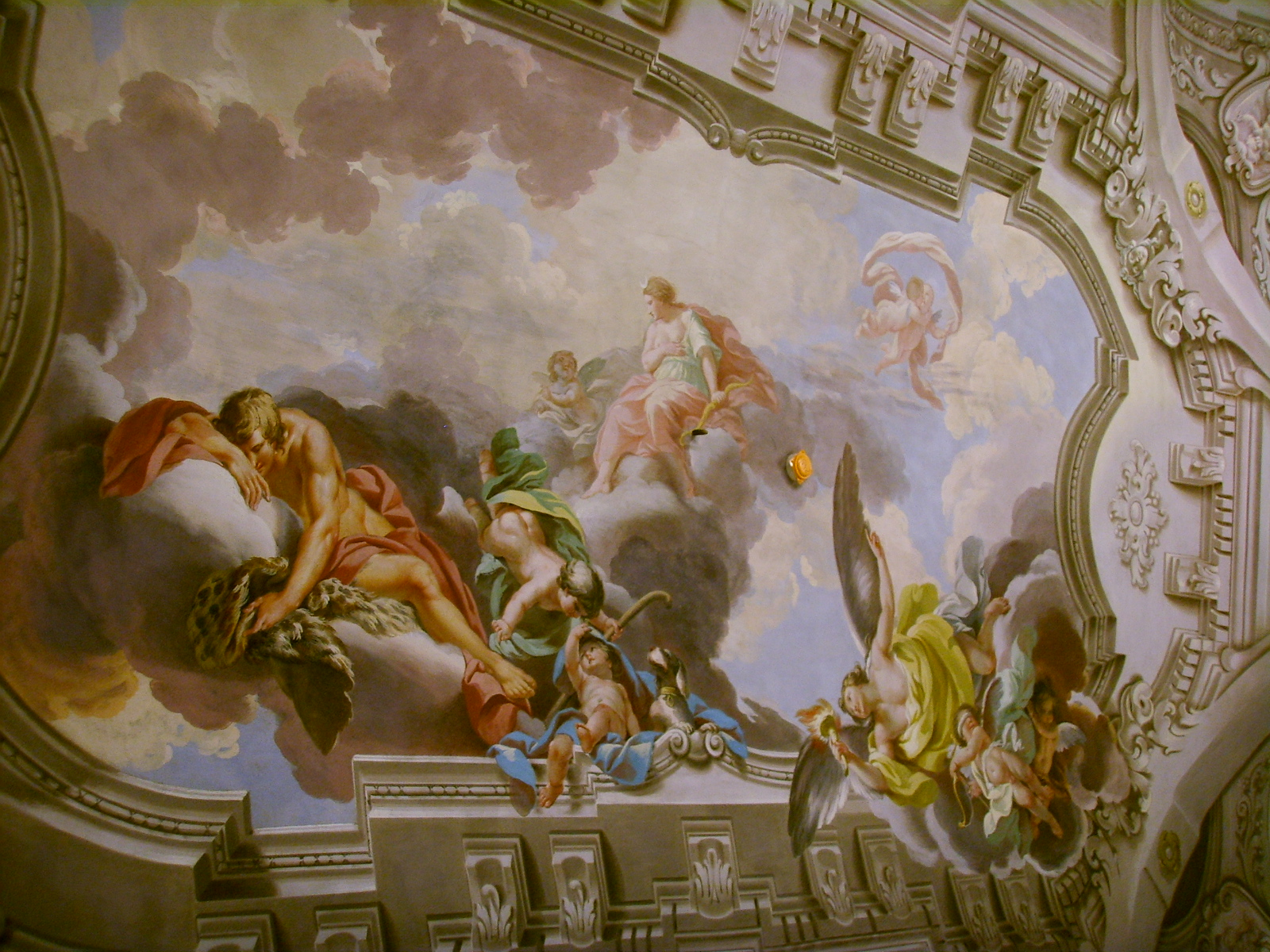
Endimione di Anton Domenico Giarrè

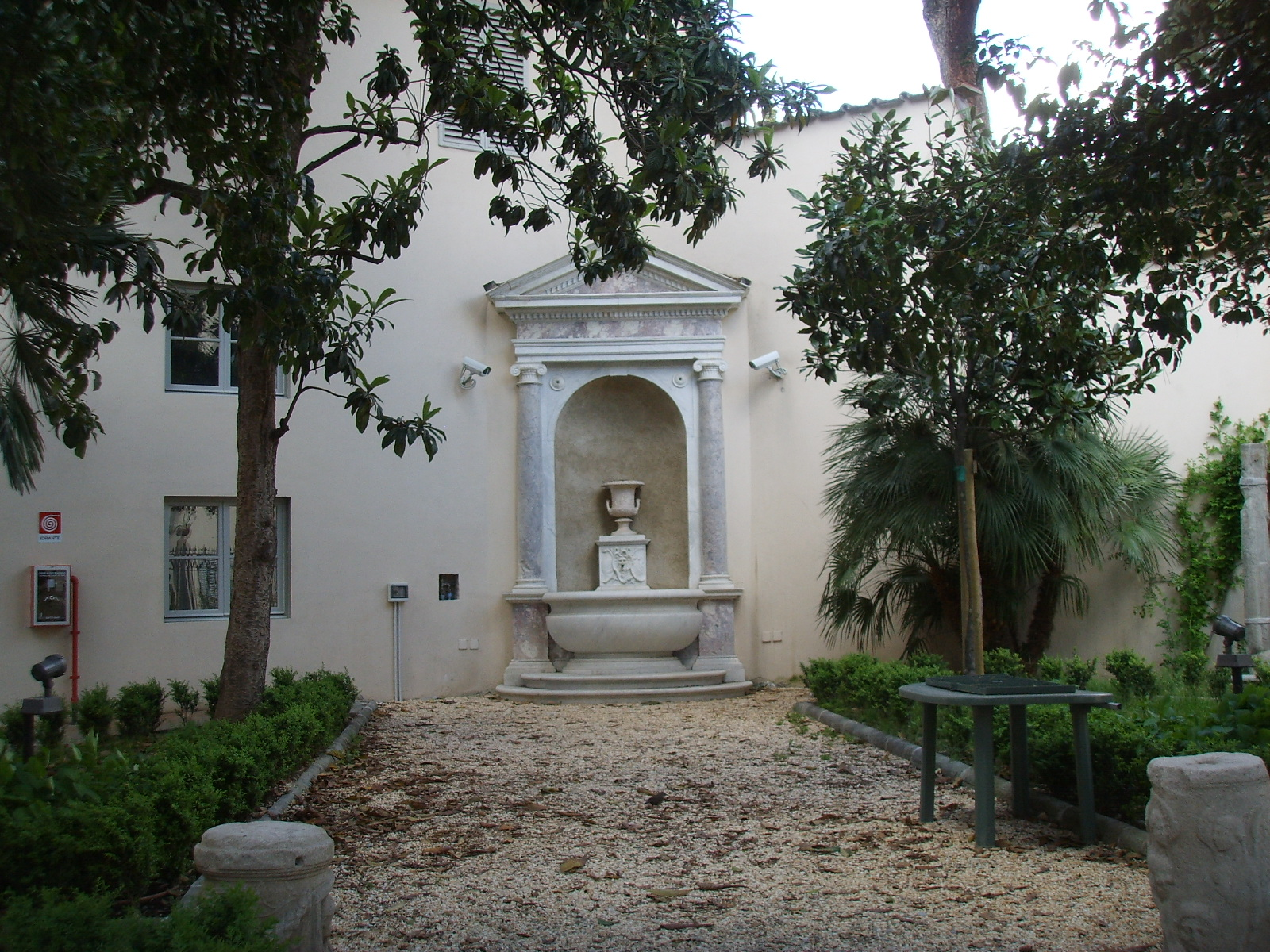
Il piccolo giardino